# 지하드
지하드(아랍어: جهاد)는 아랍어로 고투 혹은 분투를 의미한다. 이슬람교 성전은 지하드에 포함되는 내용이기는 하지만, 지하드와 성전이 동의어인 것은 아니다. 라마단에 해가 떴을 때 욕구를 참고 금식을 하는 것도 영적인 지하드라고 할 수 있다.

## 개요
내용의 일부가 전쟁이라는 대외관계 문제와 직결되어 있는 지하드를 이해하기 위해서는 우선 이슬람의 국제질서관을 이해해야 하는데, 이슬람은 출현 초기부터 그들의 세계를 이슬람식의 정의가 실현된 '이슬람의 영역'(다룰 이슬람)과 비이슬람의 질서가 온존하는 '전쟁 영역'(다룰 하르브)으로 분화하여 그 대응관계를 모색하였다. 이슬람의 영역 안에도 무슬림 공동체와 무슬림이 아닌 '피보호민'(아흘룰 짐마)의 공동체로 구성되어, 피보호민들은 이슬람 정복지에서 이슬람법을 존중하며 인두세(지즈야)를 내는 대가로 생명과 재산의 보호를 받으며 자신들의 신앙과 법률을 지켜나간 자들이었다. 무슬림의 관점에서 이들 피보호민은 언젠가는 병합해야 하는 대상이었는데, 그 병합을 실현하기 위한 방법이 바로 전쟁일 수도 있고 평화적일 수도 있는 지하드였다. 즉 이슬람에서 지하드는 이슬람 세계와 비이슬람 세계의 관계를 처리하기 위한 지렛대 역할을 하는 수단이었다. 또한 단순히 종교적인 면에만 국한되지 않고 인간생활 전반에 걸쳐 자신이 처한 상황을 개선하려는 모든 노력(즉 학생이 공부를 열심히 하는 것, 사회 안에서 다른 사람들과 좋은 관계를 맺는 것, 자신의 종교적 신념에 합일된 생활을 하려고 노력하는 것, 자신의 직업에 충실하게 임하는 것. 등의 생활상의 개선 의지 및 노력)이 지하드일 수 있다.
이슬람이라고 해서 모두가 지하드를 인정하는 것은 아니고, 수니파에서는 지하드를 교리에 넣지 않지만 카라지(Khariji)파에서는 교리에 포함된다. 이슬람 대다수를 차지하는 수니파는 지하드를 격려하면서도 원래 실천 의무는 개인 차원의 의무사항이기에 개인 차원과 집단 차원의 이중적 성격을 띠고 있을 뿐만 아니라 모든 무슬림들이 꼭 수행해야 할 의무도 아닌 지하드를 일반 무슬림들의 종교적 실천 의무로 규정하는 것은 부당하다고 주장한다. 때문에 일반적으로 다수 정통파의 주장을 따라 이슬람의 종교적 실천 의무는 다섯 가지(이슬람의 다섯 기둥)로만 한정되고 지하드는 그 의무에서 제외된다. 소수파인 시아파의 경우 지하드를 실천 의무로 간주행 한다고 하면서 오늘날까지 그 수행을 강력히 촉구하는데, 여기서는 지하드를 신에 가까이 가기 위한 정신적 지하드인 대(大)지하드와, 전쟁수단에 의한 소(小)지하드로 나누고, 종교신앙적 가치로 보았을 때 대지하드가 소지하드보다 훨씬 높다고 주장한다.

## 어원
아랍어 단어인 '지하드'는 동사 '자하다'의 동명사로서 '정신적 및 육체적으로 최선을 다하여 노력한다'는 뜻이다. 이러한 복합적인 뜻이 이슬람의 종교적 지향과 교감을 이루면서 '신의 길에서 헌신적으로 노력(분투)한다'는 종교적 함의로 승화하였다. 여기서 '신의 길'을 '이슬람(혹은 이슬람에서 말하는 옳은 길)'으로 풀이하면, 지하드는 곧 이슬람을 위해 헌신하고 분투하는 것을 의미한다. 지하드를 행하는 사람은 '무자히드'라고 한다.

## 「성전(聖戰)」 지하드
이슬람력(헤지라) 원년에 메디나로 이주한 무함마드와 그의 추종자들은 매우 가난했고, 메디나에 거주하던 유대인 3부족으로부터 도움을 받으며 정착하였다. 하지만 얼마 뒤 무함마드가 신의 사도라는 주장에 반발하고 나선 유대인들과의 사이가 크게 벌어지자, 메카에서 다마스커스로 떠나는 대상들을 공격해 약탈하는 형태로 부를 쌓으며 세력을 키웠다. 위협을 느낀 유대인 3부족은 무함마드에 대항하려다 패하고 추방되거나 모두 죽임을 당하게 된다. 이것은 흔히 이슬람 최초의 '지하드'로 해석된다.
앞서 설명한 것과 같이 이슬람적인 지하드는 자신의 내적 정화와 투쟁을 위한 개인적인 신앙 차원의 노력이자, 이슬람 공동체인 움마를 적으로부터 지키고 또한 발전시켜 확장하기 위한 모든 수단과 방법이라는 두 가지 영역을 의미한다. 전자가 내면적이고 평화적인 성격을 띠고 있는 것과는 달리 후자는 외향적이고 전투적인 성격을 지니고 있다. 후자의 전투적 성격은 이슬람 세계의 확장과 함께 이슬람과 적대시할 수밖에 없었던 세력에 의해 확대 과장되어, 마치 그것이 지하드의 전부인 양 오인되기 시작되었고 서구식의 '성전(聖戰)으로 오해되고 그렇게 의역된 것이 한자문명권에까지 영향을 주게 되었다고 옹호론자들은 주장한다.
지하드는 이슬람식 분투이고 실질적으로 지하드의 본래 개념에서부터 오늘날 무슬림들이 사용하는 개념까지 너무 다양하므로, 어떤 의도에서 지하드 개념을 사용하였는지를 잘 파악해야 한다. 적어도 종래의 '지하드' 자체를 아무데서나 성전으로 번역하는 것은 오역(내지는 편파적인 번역)일 수밖에 없는데, 집단적인 공헌 차원의 분투는 으레 전쟁의 방법으로 진행되었다. 《꾸란》의 메디나 계시는 전쟁에 대해 많은 언급을 하는데 '칼의 구절'이라 불리는 전쟁을 독려하는 구절이 《꾸란》에는 109구절이 등장한다.
금지된 달이 지나면 너희가 발견하는 불신자마다 살해하고 그들을 포로로 잡거나 그들을 포위할 것이며 그들에 대비하여 복병하라.— 꾸란, 9:5

알라의 길에서 순교한 자가 죽었다고 생각하지 말라. 그들은 알라의 양식을 먹으며 알라 곁에 살아 있느니라. 그들은 알라가 주신 은혜 가운데서 기뻐하며 그들과 함께하지 못하고 그들 뒤에 올 그들 순교자들을 기쁘게 할 것이며 그곳의 그들에게 두려움도 없으며 슬픔도 없느니라. 그들은 기뻐하리니 알라의 은총과 박애가 그것이로다. 알라는 믿는 자들의 보상을 삭감치 않으시리라.— 꾸란, 3:169~171

이슬람의 지하드론에서 이러한 형태의 전쟁은 신의 길에서 이슬람을 위한 일종의 헌신으로 신성한 전쟁이었으며 원론적으로 이슬람에서는 신성한 전쟁밖에 허용하지 않는 것으로 여겨졌기에, 전쟁 중 전사자들을 위한 계시가 임하자 지하드는 단순한 전쟁을 넘어 비 무슬림들을 향한 알라의 심판뿐만 아니라 무슬림들의 구원의 지름길로 여겨졌다.

## 십자군 전쟁에서의 지하드
이슬람 세계에서 당시에 남편이 일정 기간  이상 집에 들어오지 않으면 부인이 이혼을 주장할 수 있었다. 십자군 전쟁 당시 살라딘은 이 것으로 인한 군사들의 탈출을 방지하기 위해 예루살렘 정복을 지하드로 칭하였다(지하드로 인한 남편의 부재는 이혼 사유가 되지 않기 때문).

## 꾸란 알 바카라 장의 지하드 기본 수칙
꾸란의 알 바카라장에 명시된  성전 지하드의 기본 수칙이 나타나 있는데 그 내용은 다음과 같다.
너희에게 도전하는 하나님의 적들에게 도전하되 그러나 공격하지 마라 하나님은 공격하는 자를 사랑하지 않으시니라. — 꾸란, 2:190

### 해석 및 참고구절
2:190 구절에 따른 해석은 다음과 같다.
해석: 이슬람에서 선제공격은 금지되어 있으나, 적이 선제공격을 했을 때는 자체방어 할 의무가 있다. 그리고 적의 여성, 어린이, 노인, 허약자 등은 건드리지 말도록 하였다.
참고 구절은 다음과 같다.
이 구절은 성전의 의미에 대해 설명해주는 내용을 담고 있다.
비록 싫어하는 것이지만 너희에게 성전이 허락되었노라. 그러나 너희가 싫어해서 복이 되는 것이 있고 너희가 좋아해서 너희에게 악이 되는 것이 있나니 하나님은 너희가 알지 못하는 것을 알고 계시니라.— 꾸란, 2:216

### 성전 지하드의 세부 사항
유의할 것은 지하드의 '전쟁' 부분만을 지칭하는 '성전'과 이때까지 지하드 전반을 부당하게 지칭해 온 '성전'은 다르다는 점으로, 굳이 지하드의 두 가지 내용을 분리하여 지칭하자면 개인적인 신앙 차원에서의 노력은 '노력 지하드', 집단적인 공헌 차원에서의 분투는 '성전 지하드'로 부를 수 있을 것이다. 다만 개인적인 신앙 차원의 지하드와는 달리 성전 지하드는 여러 가지 사회 문제와 법리적 문제를 야기하여 오늘날까지 구구한 논란거리가 되고 있는데, 이슬람 법학자들은 성전 지하드를 대상에 따라 다음과 같이 분류하여 그 구체적인 수행 방법을 제시하였다.
1. 다신교 신자들에 대한 지하드 : 유일신을 믿지 않는 다신교 신자들은 처음부터 완강하게 유일신교인 이슬람교를 반대하고 박해를 가하므로 그들과는 성전을 벌일 수밖에 없다.
2. 배신자들에 대한 지하드 : 이슬람 영역을 벗어나 전쟁 영역에 들어간 배신자들에 대해서는 돌아올 것을 권유하되 응하지 않으면 성전을 하고 전쟁 영역의 사람들과 동등하게 취급한다.
3. 의견을 달리하는 사람들에 대한 지하드 : 의견을 달리한다 해도 이슬람의 권위를 부정하지 않는다면 성전을 하지 말고 이슬람영역에서 살도록 한다. 그러나 이맘의 설득을 받아들이지 않고 이슬람법을 어긴다면 성전을 해야 한다(단 이견이 이슬람 신앙과 관련된 것이 아니라면 화해를 시도하라). 그들에 대해 성전을 벌일 경우 재산을 전리품으로 몰수해서는 안 된다.
4. 도망자나 도적에 대한 지하드 : 처벌 형태에 대해서는 법학자들 간에 견해차이가 있어서, 사형에 처하거나 징역살이를 시켜야 한다는 의견도 있지만 대부분 추방을 주장하고 있다. 이 경우에도 이슬람영역 밖으로의 추방과 거주지에서의 추방 두 가지가 있는데, 이견자들에 대한 처우와 유사하다.
5. 피보호민에 대한 지하드 : 피정복지에서 이슬람에 개종하지 않고 인두세(지즈야)를 내며 자신들의 신앙과 법을 지켜나가는 피보호민들이 규정된 인두세를 납부하지 않을 경우 다신교 신자들과 동등하게 취급하여 성전을 벌인다.
6. 주둔(리바트) : 이슬람 영역을 방어하기 위한 목적으로 외지에 주둔하는 것이다. 이슬람 초기부터 무함마드는 전쟁영역과의 접경지대에는 방어군을 주둔하도록 장려했고, 하루의 주둔은 1,000일의 기도보다 더 가치있다며 그 의의를 강조하였다.

성전 지하드는 일종의 전쟁과 폭력행위이므로 아무나 임할 수 없고, '무자히드'는 반드시 일정한 자격을 갖춘 자만을 가리고 있는데, 그 자격은 다음과 같다.
1. 이슬람교 신자여야 한다(하나피야파 법학자들의 경우는 비무슬림도 무자히드가 될 수 있다고 주장).
2. 심신이 건강한 청년 남자여야 한다(여성의 경우는 순례나 부상병 간호, 참전자 고무 등의 행위로 인정됨).
3. 경제적으로 자립해야 한다.
4. 참전 전에 양친의 허락을 받아야 한다(단 적의 급습과 같은 비상시에는 예외).
5. 알라와 이슬람을 위해 헌신하고 분투한다는 굳은 의지가 있어야 한다.
6. 경전과 이슬람법에 충실하고 지휘관의 명령에 복종해야 한다.

무자히드는 전사하면 순교자로 추서되어 천국의 보상을 받는다는 믿음에 따라, 지하드는 이슬람의 종교적 신앙을 정화하고 정치적 이념을 실현하는데 중요한 기여를 했다.

## 참고 문헌
- 정수일, 《이슬람 문명》 창작과 비평사, 2002

## 같이 보기
- 이슬람
- 무함마드
- 이슬람의 다섯 기둥
- 해적
- 알카에다
- 위구르 독립운동